# Otto Kaiser (Theologe)
Otto Kaiser (* 30. November 1924 in Prenzlau; † 14. Dezember 2017 in Marburg) war ein deutscher protestantischer Theologe und Alttestamentler.

## Leben
Otto Kaiser war der Sohn eines preußischen Verwaltungsbeamten. Nach der Gymnasialzeit in Eberswalde begann er an der Militärärztlichen Akademie in Berlin ein Medizinstudium, kam jedoch bald darauf an der Ostfront zu Kriegseinsatz und Verwundung. Ende 1945 setzte er sein Studium an der Eberhard Karls Universität Tübingen fort und belegte Vorlesungen in Evangelischer Theologie, Philosophie, Psychodiagnostik und Ägyptologie. Von 1952 bis 1954 war Otto Kaiser Vikar im schwäbischen Balingen, von 1954 bis 1958 Assistent in Tübingen. Er promovierte dort 1956 mit einer Arbeit über die mythische Bedeutung des Meeres in Ägypten, Ras Schamra und Israel (veröffentlicht 1959) und habilitierte sich 1958 mit Der königliche Knecht: Eine traditionsgeschichtlich-exegetische Studie über die Ebed-Jahwe-Lieder bei Deuterojesaja.
Kaiser erhielt 1960 eine außerordentliche Professur an der Universität Marburg und 1963 ebenda den Lehrstuhl für Altes Testament, den er trotz zahlreicher Rufe an andere Universitäten bis zu seiner Emeritierung 1993 innehatte.
Otto Kaiser wohnte zuletzt in Ockershausen.

## Wirken
Seine Arbeit steht in der Tradition Rudolf Bultmanns; er sieht die Theologie als „die Erforschung des menschlichen Nachdenkens über die Erfahrung des Göttlichen in Zeit und Raum“. Er hat eine dreibändige Theologie des Alten Testaments verfasst und auch eine Einführung in das Alte Testament, die zum Standardwerk wurde. Zu seinen vielen Spezialgebieten zählen das Buch Job, das Kohelet, die Apokryphen und Sirach. Kaiser gilt auch als hervorragender Kenner der alten und modernen Philosophie, speziell Kants, Hegels, und seit neuestem auch der aristotelischen Philosophie sowie der Platos und Nietzsches.
Die Universitäten von Jena, Tartu und Salzburg verliehen ihm Ehrendoktorwürden. Kaiser war Träger des Bundesverdienstkreuzes 1. Klasse des Verdienstordens der Bundesrepublik Deutschland. Er war korrespondierendes Mitglied der Akademie der Wissenschaften zu Göttingen.

## Schriften in Auswahl

### Monographien
- Der Prophet Jesaja, Kapitel 1–12. Vandenhoeck & Ruprecht, Göttingen 1981 (Altes Testament Deutsch Band 17).
- Ideologie und Glaube. Eine Gefährdung christlichen Glaubens am alttestamentlichen Beispiel aufgezeigt. Radius, Stuttgart 1984. ISBN 3-87173-679-1
- Der Mensch unter dem Schicksal. Studien zur Geschichte, Theologie und Gegenwartsbedeutung der Weisheit (= Beihefte zur Zeitschrift für die Alttestamentliche Wissenschaft. Band 161). Walter de Gruyter, Berlin 1985, ISBN 3-11-010095-9
- Der Gott des Alten Testaments. Theologie des Alten Testaments. Wesen und Wirkung. Vandenhoeck & Ruprecht, Göttingen 1993–2003, ISBN 3-8252-2428-7 in 3 Bänden:

- vol. 1: Grundlegung, 1993. ISBN 3-8252-2024-9 (UTB). ISBN 3-525-03279-X
- vol. 2: Jahwe, der Gott Israels, Schöpfer der Welt und des Menschen, 1998. ISBN 3-8252-2024-9 (UTB) ISBN 3-525-03279-X
- vol. 3: Jahwes Gerechtigkeit, 2003. ISBN 3-8252-2392-2 (UTB) ISBN 3-525-03240-4

- Die alttestamentlichen Apokryphen. Eine Einleitung in Grundzügen. Kaiser / GVH, Gütersloh 2000. ISBN 3-579-02661-5
- mit Gottfried Adam und Otto Merk Einführung in die exegetischen Methoden. Kaiser / GVH, Gütersloh 2000. ISBN 3-579-02651-8; ISBN 3-579-02651-3
- Zwischen Athen und Jerusalem. Studien zur griechischen und biblischen Theologie, ihrer Eigenart und ihrem Verhältnis (= Beihefte zur Zeitschrift für die Alttestamentliche Wissenschaft. Band 320). Walter de Gruyter, Berlin/New York 2003 ISBN 3-11-017577-0
- Jenseits des Nihilismus. Christliche Existenz nach der Postmoderne. Radius, Stuttgart 2004. ISBN 3-87173-292-3
- Weisheit für das Leben. Das Buch Jesus Sirach übersetzt und eingeleitet. Radius, Stuttgart 2005. ISBN 3-87173-313-X
- Zwischen Reaktion und Revolution: Hermann Hupfeld (1796 – 1866) – ein deutsches Professorenleben. Göttingen 2005.
- Das Buch Hiob übersetzt und eingeleitet. Radius, Stuttgart 2006. ISBN 3-87173-363-6
- Des Menschen Glück und Gottes Gerechtigkeit. Studien zur biblischen Überlieferung im Kontext hellenistischer Philosophie. (Tria Corda Band 1), Mohr Siebeck, Tübingen 2007, ISBN 978-3-16-149471-0.
- Weihnachten im Osterlicht. Eine biblische Einführung in den christlichen Glauben, Radius, Stuttgart 2008.
- Gott. Mensch und Geschichte. Studien zum Verständnis des Menschen und seiner Geschichte in der klassischen, biblischen und nachbiblichen Literatur (= Beihefte zur Zeitschrift für die Alttestamentliche Wissenschaft. Band 413). Walter de Gruyter, Berlin/New York 2010, ISBN 978-3-11-022809-0.
- Die Weisheit Salomos übersetzt und eingeleitet. Radius, Stuttgart 2010, ISBN 978-3-87173-906-4.
- als Hrsg.: Dokumente einer Freundschaft in schwieriger Zeit. Hermann Hupfeld und Johann Wolfgang Bickell. Briefwechsel 1832–1848. Hrsg. und mit einer Einleitung versehen (= Veröffentlichungen der Historischen Kommission für Hessen. Band XXIII/5). Historische Kommission Hessen, Marburg.
- Der eine Gott Israels und die Mächte der Welt. Der Weg Gottes im Alten Testament vom Herrn seines Volkes zum Herrn der ganzen Welt., Göttingen/Bristol: Vandenhoeck & Ruprecht 2013. 524 S. 8° = Forschungen zur Religion und Literatur des Alten und Neuen Testaments, ISBN 978-3-525-53602-5.
- als Hrsg.:  Hermann Hupfeld als Gymnasiast in Hersfeld und Studienanfänger in Marburg. Nach den Briefen aus den Jahren 1811 – 1814 (= Veröffentlichungen der Historischen Kommission für Hessen. Band 46/16). Marburg 2019.

### Aufsätze
- Zwischen Interpretation und Überinterpretation: Vom Ethos des Auslegers. In: Variations herméneutiques, 6 (Mai), 1997, S. 53–70.
- Die Rede von Gott im Zeitalter des Nihilismus. In: James Alfred Loader, Hans Volker Kieweler (Hrsg.): Vielseitigkeit des Alten Testaments. Festschrift für Georg Sauer zum 70. Geburtstag. Peter Lang, Frankfurt am Main 1999, ISBN 3-631-32557-6, S. 411–425.
- Die Furcht und die Liebe Gottes. Ein Versuch, die Ethik Ben Siras mit der des Apostels Paulus zu vergleichen. In: Renate Egger-Wenzel (Hrsg.): Ben Sira’s God. Proceedings of the International Ben Sira Conference, Durham – Ushaw College 2001 (= Beihefte zur Zeitschrift für die alttestamentliche Wissenschaft. Band 321). Walter de Gruyter, Berlin/New York 2002, ISBN 3-11-017559-2, S. 39–75.

## Festschriften
- Ingo Kottsieper u. a. (Hrsg.): „Wer ist wie du, HERR, unter den Göttern?“ Studien zur Theologie und Religionsgeschichte Israels. Festschrift für Otto Kaiser zum 70. Geburtstag. Vandenhoeck & Ruprecht, Göttingen 1994, ISBN 3-525-53631-3
- Jörg Jeremias (Hrsg.): Gerechtigkeit und Leben im hellenistischen Zeitalter. Symposium anläßlich des 75. Geburtstags von Otto Kaiser (= Beihefte zur Zeitschrift für die alttestamentliche Wissenschaft. Band 296). Walter de Gruyter, Berlin/New York 2001, ISBN 3-11-016823-5.
- Wolfgang Drechsler (Hrsg.): Paradiama. Essays in Honor of Otto Kaiser on the Occasion of his 75th Birthday (= Trames. Band 3 (53/48), Heft 3, Herbst 1999).
- Markus Witte (Hrsg.): Gott und Mensch im Dialog. Festschrift für Otto Kaiser zum 80. Geburtstag (= Beihefte zur Zeitschrift für die alttestamentliche Wissenschaft. Band 345/I–II). 2 Bände, Walter de Gruyter, Berlin/New York 2004, ISBN 3-11-018354-4